# Ivánka István
Draskóczi és jordánföldi Ivánka István (Palást, 1855. január 12. – Palást, 1919. december 27.) földbirtokos, költő, lapszerkesztő, politikus, gazdasági szakíró, Hont vármegye utolsó főispánja.

## Élete
Ifjabb Ivánka Imre és Nedeczky Petronella fia. A gimnázium öt osztályát mint magántanuló Tápiószentmártonban Kubinyi Lajossal (Kubinyi Ágoston művelődésszervező fiával) együtt végezte, majd a selmeci evangélikus líceumban tanult 1874-ig, ahol leérettségizett. Közben egy évet Stuttgartban és a pesti műegyetemen is töltött. A jogot a pesti egyetemen végezte, majd két évig ügyvédi irodában dolgozott. Szülei birtokát átvevén, Paláston gazdálkodott. Mint katona, szabadságon kívüli viszonyban honvéd-hadnagy volt. A közös hadseregben részt vett a boszniai hadjáratban.
1885-ben összeházasodott nedeczei Nedeczky Gizellával. Egyetlen leányuk született Ila. Fontos szerepet töltött be a Hont vármegyei közéletben is. Egyik szervezője volt az 1910-es nagy Hontvármegyei Gazdasági és Ipari Kiállításnak, részt vett a Hontvármegyei Gazdasági Egyesület munkájában, illetve az egyesület évkönyveinek szerkesztésében is.
1913-tól Hont vármegye, Selmec és Bélabánya városok főispánja. A trianoni döntést követően irredentizmussal vádolták, s letartóztatása előtt főbe lőtte magát. Szülőfalujában, a Gárdonyi·temető evangélikus felében, az Ivánka család kriptájában pihen.

## Emlékezete
- A Szlovákiai Magyar Cserkészszövetség tagjai évente megemlékeznek Hont vármegye utolsó főispánjáról. A helyi felnőtt- és öregcserkészklub emlékül az ő nevét vette fel.
- 2013 Az SZMCS egy díszes emlékkeresztet állított emlékére az Ivánka-kastély udvarán.

## Művei
- 1879 A boszniai occupatióról. Esztergomi Közlöny. (Fürer Pista álnéven)
- 1885 Fűzfalombok. Költemények. Selmeczbánya.
- 1893 Agglegény vőlegény. Énekes vízszínmű két felvonásban. Ipolyság. Különnyomat a Hontvármegyei almanachból.
- 1895 Alszik a nagynéni. (opera; zene: Szabados Béla)
- Ezredév. Bolond Istók. (Költemény)

Írt még több politikai röpiratot névtelenül.
Első költeménye: Ha lenne vízözön című a Üstökösben a 70-es évek elején jelent meg, azután munkatársa maradt a lapnak 1877 végeig, midőn Bartók Lajos lapjához, a Bolond Istókhoz pártolt Zsivánka, Ivánch utód álnevek és I. I. jegy alatt. A hontvármegyei Almanachban (szerk. Pongrácz Elemér 1893. költemény, 1894. Asszony, még sem asszony című monolog és költemény.) A 80-as évek elején írt a Nógrádi Lapokba, a Selmeczbányai Híradóba, a Pozsonyvidéki Lapokba s a Pozsonyvidéki Hírlapba (1881–1882); végre a Pesti Naplóba, Budapesti Hírlapba s a Budapestbe (1884–1896). Szerkesztette a Honti Közlönyt 1880 első negyedévben és a Honti ellenzék című havi közlönyt 1885–86-ban (1887-ben négy száma jelent meg az ő közreműködésével Ipolyságon.